# 2024年美國國家棒球名人堂票選
2024年美國國家棒球名人堂票選遵循2022年的補述票選規則。全美棒球記者協會進行年度票選，最後選出艾德里安·貝爾垂、陶德·希爾頓和喬·莫爾等三人。
資深選手委員會在該年改組成當代棒球年代委員會，他們在12月3日舉行冬季會議，並從1980年後對於大聯盟比賽有重大貢獻的總教練、行政人員與主審裁判中做評選。最後他們選出吉姆·雷蘭一人。大聯盟在2024年7月21日舉辦入選典禮。

## 全美棒球記者協會票選結果
全美棒球記者協會只從效力年限到2018年為止的大聯盟選手中進行評選。2014年7月26日，名人堂頒布新規定：任何入選者最多只能參與10次票選，已經參與超過10年票選的入選者不在此限。
每個球員需要獲得至少75%的選票方能入選。本屆票選包含26名球員；總共有385張選票，最終總計投出2696人次，入選名人堂門檻為289票，平均每張選票圈選了7人。未達5%得票率的候選人，將被剔除名人堂票選資格。
首次進行票選的球員將以劍標（†）顯示。獲得至少75%以上同意票的入選人以粗體字表示；在未來票選中才入選的候選人以斜體字表示。
蓋瑞·雪菲爾在這年票選結束後喪失票選資格。
| 球員姓名              | 同意票數 | 得票率(%) | 與前一年差距 | 年度   |
| --------------------- | -------- | --------- | ------------ | ------ |
| †艾德里安·貝爾垂      | 366      | 95.1      | -            | 第1年  |
| 陶德·希爾頓           | 307      | 79.7      | ▲0 7.5%      | 第6年  |
| †喬·莫爾              | 293      | 76.1      | -            | 第1年  |
| 比利·華格納           | 284      | 73.8      | ▲0 5.7%      | 第9年  |
| 蓋瑞·雪菲爾           | 246      | 63.9      | ▲0 8.9%      | 第10年 |
| 安德魯·瓊斯           | 237      | 61.6      | ▲0 3.5%      | 第7年  |
| 卡洛斯·貝爾川         | 220      | 57.1      | ▲0 10.6%     | 第2年  |
| 艾力士·羅德里奎茲     | 134      | 34.8      | ▼0 0.9%      | 第3年  |
| 曼尼·拉米瑞茲         | 125      | 32.5      | ▼0 0.7%      | 第8年  |
| †蔡斯·阿特利          | 111      | 28.8      | -            | 第1年  |
| 奧馬爾·維茲奎爾       | 68       | 17.7      | ▼0 1.8%      | 第7年  |
| 巴比·阿布瑞尤         | 57       | 14.8      | ▼0 0.6%      | 第5年  |
| 吉米·羅林斯           | 57       | 14.8      | ▲0 1.9%      | 第3年  |
| 安迪·派提特           | 52       | 13.5      | ▼0 3.5%      | 第6年  |
| 馬克·柏利             | 32       | 8.3       | ▼0 2.5%      | 第4年  |
| 法蘭西斯科·羅德里奎茲 | 30       | 7.8       | ▼0 3.0%      | 第2年  |
| 托利·杭特             | 28       | 7.3       | ▲0 0.4%      | 第4年  |
| †大衛·萊特            | 24       | 6.2       | -            | 第1年  |
| †荷西·包提斯塔        | 6        | 1.6       | -            | 第1年  |
| †維克多·馬丁內斯      | 6        | 1.6       | -            | 第1年  |
| †巴特羅·柯隆          | 5        | 1.3       | -            | 第1年  |
| †麥特·哈勒戴          | 4        | 1.0       | -            | 第1年  |
| †艾德里安·岡薩雷斯    | 3        | 0.8       | -            | 第1年  |
| †布蘭登·菲利浦斯      | 1        | 0.3       | -            | 第1年  |
| †荷西·雷耶斯          | 0        | 0.0       | -            | 第1年  |
| †詹姆斯·席爾斯        | 0        | 0.0       | -            | 第1年  |

|  | 本屆被選入名人堂，人名以粗體表示。                          |
|  | 本屆未入選但在未來票選中被選入名人堂，人名以斜體表示。      |
|  | 在2025年投票中繼續票選者。                                  |
|  | 在未來BBWAA票選中被剔除，但仍保有未來資深委員會審核的資格。 |

以下球員首次具有票選資格，但並未在名單上：麥特·貝萊爾、葛瑞格·布朗科、布雷恩·波耶、桑提亞哥·卡西亞、布雷特·塞西爾、荷黑·迪拉羅薩、布萊恩·杜恩辛、A·J·艾利斯、道格·費斯特、尤凡尼·賈亞爾多、賈梅·賈西亞、克雷格·簡崔、克里斯·席曼尼茲、傑森·漢默、蔡斯·韓德利、菲爾·休斯、凱文·傑普森、吉姆·詹森、布恩·羅根、萊恩·麥德森、布蘭登·麥卡錫、米格爾·蒙特羅、布蘭登·莫羅、彼得·莫伊蘭、巴德·諾里斯、克里夫·潘寧頓、寇比·拉斯穆斯、亞當·羅薩萊斯、馬克·澤普欽斯基、賈羅德·薩爾塔拉馬基亞、迪納德·史潘、克里斯·史都華、克里斯·提爾曼、克里斯·楊恩、小艾瑞克·楊恩和布萊德·齊格勒。

## 當代棒球年代委員會
當代棒球年代委員在12月3日舉行會議，並在1980年代以後對大聯盟有重大影響的總教練、行政人員與主審裁判中進行評選。
吉姆·雷蘭是唯一一位入選者。
| 候選人      | 身分別   | 得票數 | 百分比  |
| ----------- | -------- | ------ | ------- |
| 吉姆·雷蘭   | 總教練   | 15     | 93.75%  |
| 盧·皮涅拉   | 總教練   | 11     | 68.75%  |
| 比爾·懷特   | 行政人員 | 10     | 62.5%   |
| 席托·賈斯頓 | 總教練   | < 5    | < 31.3% |
| 戴維·強森   | 總教練   | < 5    | < 31.3% |
| 艾德·蒙塔格 | 主審     | < 5    | < 31.3% |
| 漢克·彼得斯 | 行政人員 | < 5    | < 31.3% |
| 喬·韋斯特   | 主審     | < 5    | < 31.3% |

## 福特·C·弗里克獎
紅襪隊播報員喬·卡斯提格里昂（1947年–）獲選該屆的福特·C·弗里克獎。

## BBWAA生涯傑出獎
運動作家傑瑞·弗拉利（1954年–2019年）獲選該屆的BBWAA生涯傑出獎。

## 外部連結
- 美國國家棒球名人堂官網 （页面存档备份，存于）
- 棒球名人堂BBWAA票選規則 （页面存档备份，存于）
- 2024年名人堂票選 at www.baseballhalloffame.org